# دمیرجی یایلا
دمیرجی یایلا (روسی: Демерджи́-яйла́) یک منطقه حفاظت‌شده در شبه‌جزیره کریمه است.